# أليكس ماكنزي
أليكس ماكنزي (بالإنجليزية: Alex Mackenzie)‏ هو ممثل بريطاني (وحمل سابقاً جنسية المملكة المتحدة لبريطانيا العظمى وأيرلندا)، ولد في 1885 في المملكة المتحدة، وتوفي في 1965.

## أعمال

### أفلام
- (1960) المخطوف

## وصلات خارجية
- أليكس ماكنزي على موقع IMDb (الإنجليزية)
- أليكس ماكنزي على موقع قاعدة بيانات الفيلم (الإنجليزية)